# Tristramella
Tristramella é um género de peixe da família Cichlidae.
Este género contém as seguintes espécies:
- Tristramella sacra
- Tristramella simonis